# Gray Matter
Gray Matter fue una banda de post-hardcore de Washington D. C., integrada por el vocalista/guitarrista Geoff Turner, el bajista Steve Niles, el guitarrista Mark Haggerty, y el baterista Dante Ferrando.
La banda estuvo activa entre 1983 y 1986, lanzando solo un álbum y un EP. Al reformarse en 1990, publicaron un segundo larga duración y algunos 7" y compilaciones. Desde 1993, el cuarteto se encuentra inactivo, reuniéndose esporádicamente en 2003, 2008 y 2013.

## Historia
El grupo se formó en el verano de 1983, tras las cenizas de varios grupos de la escena de Washington D. C. Geoff Turner, Mark y Haggerty Ferrando Dante habían estado tocando en bandas desde la secundaria. En 1983, Dante y Mark tocaron en la banda skinhead Iron Cross, pero cuando la imagen de la banda comenzó a reflejar su aspecto más violento ambos la dejaron.
En noviembre de 1984 grabaron su álbum debut: Food For Thought, con la ayuda de Ian MacKaye en la producción, fue publicado inicialmente por el sello británico R&B Records, y relanzado por Dischord.
En 1986, lanzaron el EP Take It Back, por Dischord. Poco después, Mark dejó la banda para asistir a la universidad, por lo que la banda se separó. Dante tocó la batería para Ignition, y Geoff, Steve y Mark formaron Three, junto a Jeff Nelson de Minor Threat, esta banda rescataba el sonido revolution summer.
Gray Matter se reformó en la primavera de 1990, para publicar dos 7" en 1991 y un álbum de larga duración en 1992: Thog, separándose finalmente en 1993.
Steve Niles luego se convirtió en escritor de historietas, destacando 30 días de oscuridad. Geoff Turner fundó los estudios de grabación "WGNS", y Dante Ferrando fundó el club nocturno "Black Cat".
El 21 de septiembre de 2003, la banda se reunió para un show único, celebrando el décimo aniversario de "Black Cat". Posteriormente, Gray Matter se ha presentando en sus aniversarios 15º, 20º, y 25º.

## Miembros
- Geoff Turner – voces, guitarras
- Steve Niles – bajo, voces
- Mark Haggerty – guitarras
- Dante Ferrando – batería

## Discografía
Álbumes
- Food for Thought (1985, R&B)
- Thog (1992, Dischord)

EPs y singles
- Take It Back 12" (1986, Dischord)
- 4 Songs 2x7" (1991, Dischord/WGNS)
- Second Guess split 7" con Severin (1992, Dischord/Superbad)

Compilaciones
- Food for Thought/Take It Back (1990, Dischord)

Apariciones en compilaciones
- "Walk The Line" – Alive and Kicking 7" (1985, WGNS)
- "Oscar's Eye" – 20 Years of Dischord (2002)

Covers
- "I Am the Walrus" – The Beatles
- "I've Just Seen a Face" – The Beatles